# El Matmar
 (avril 2025).
Si vous disposez d'ouvrages ou d'articles de référence ou si vous connaissez des sites web de qualité traitant du thème abordé ici, merci de compléter l'article en donnant les références utiles à sa vérifiabilité et en les liant à la section « Notes et références ».
El Matmar est une commune de la wilaya de Relizane en Algérie. La superficie de la commune est de 49,27 km2. Sa population était selon le recensement de 2008 17 442 habitants.

## Géographie

### Situation
| Yellel     | Belassel Bouzegza      | Relizane |
| Yellel     | El Matmar              | Bendaoud |
| Sidi Saada | *Bendaoud - Sidi Saada | Bendaoud |

## Histoire

### Époque coloniale française
En 1878, les Français établissent un centre de colonisation sous le gouvernement de M. Albert GREVY.
En 1884 et 1894, le centre s'agrandit et prend un nouveau nom : Clinchat, le général français qui combattit au Mexique après s'appeler Les Silos.Puis, en 1900, elle est devenue une commune mixte connue sous le nom de « commune mixte de Mina », qui était auparavant administrée par Yellel.
Puis elle fut promue commune de plein exercices en 1957 et appartenait à l'arrondissement de Relizane,Département de Mostaganem

## Démographie
| 1987  | 1998   | 2008   | 2018   | 2024 |
| ----- | ------ | ------ | ------ | ---- |
| 8 570 | 14 533 | 17 442 | 18 727 | -    |

## Lieux-dits, quartiers et hameaux
- Makadid[6]
- Messabehia
- Ouled maamar
- Bouaker
- Douaba
- Chaouafia
- El Moselli

## Transport
- La route nationale 4 (N4)
- W99

## Enseignement
- Lycée Safia Yahya
- Lycée Lahmar Abbou Mohamed

## Patrimoine culturel

### El waâda
Chaque année, les habitants de la commune, notamment ceux appartenant aux tribus Ould Bou Ali, Al-Hassasna et Ain Al-Rahma, organisent une célébration religieuse et sociale représentée par waâda Sidi Abdel Hadi .Les spectacles offrent un véritable divertissement. Les visiteurs viennent de toute la région et même d'ailleurs.

## Personnalités nées ou liées à El Matmar
- Sidi Abdelhadi[8]
- Sidi Rabeh[9]